# Omar Correa
Omar Correa (Canelones, 6 gennaio 1953) è un ex calciatore uruguaiano,  di ruolo portiere.

## Carriera
Ha giocato due partite per la Nazionale uruguaiana tra il 1975 e il 1977.